# عسل‌مرغ پشت‌قهوه‌ای
عسل‌مرغ پشت‌قهوه‌ای (نام علمی: Prodotiscus regulus)، که همچنین به عنوان عسل‌مرغ والبرگ، عسل‌یاب والبرگ و عسل‌یاب نوک‌تیز شناخته می‌شود، گونه‌ای از پرندگان تیرهٔ عسل‌یابان (Indicatoridae) است. این پرنده به افتخار طبیعت‌شناس سوئدی یوهان آگوست والبرگ نام‌گذاری شده است.
در آنگولا، بوتسوانا، کامرون، جمهوری آفریقای مرکزی، جمهوری دموکراتیک کنگو، ساحل عاج، اسواتینی، اتیوپی، کنیا، لسوتو، لیبریا، مالاوی، موزامبیک، نامیبیا، نیجریه، رواندا، آفریقای جنوبی، سومالیا، توزانا، توزانا، سومالیا ، جنوبی، توزاناگان، آفریقای جنوبی یافت می‌شود. زامبیا و زیمبابوه یافت می‌شود.

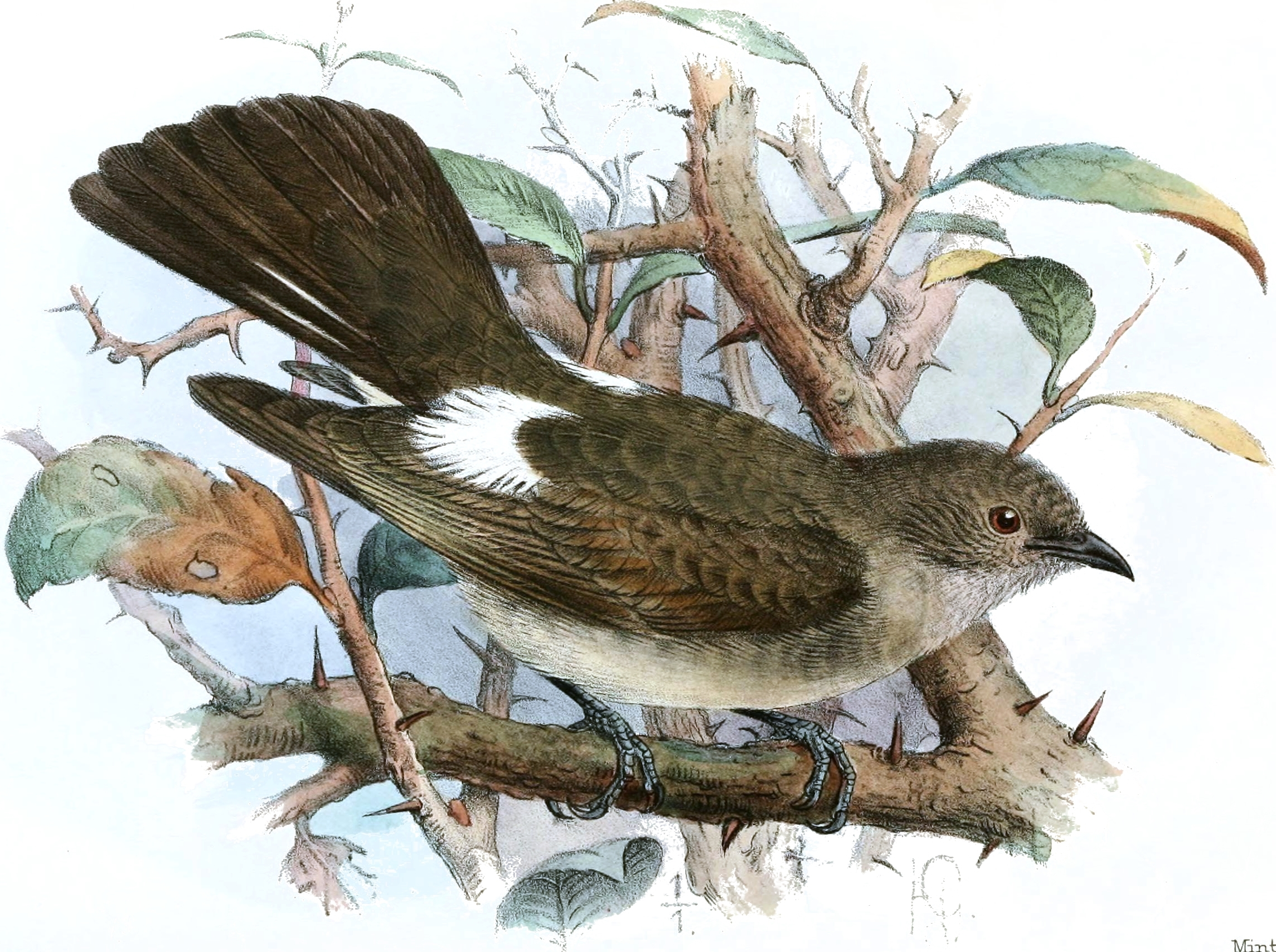
فرم peasei از جنوب اتیوپی = P. r. subsp. regulus Sundevall، 1850